# Haricot à rames

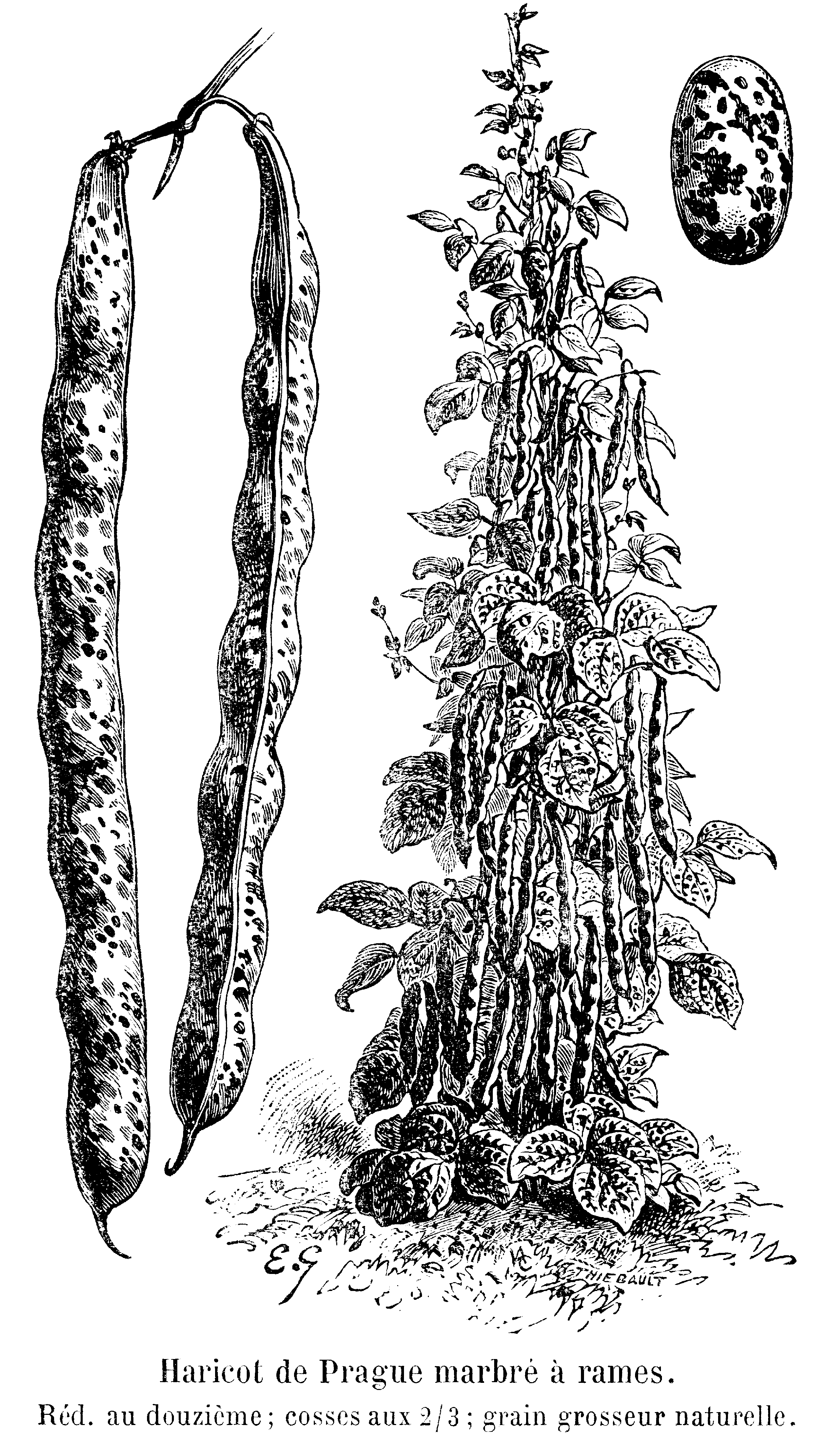
Haricot à rames au port grimpant.

Les haricots à rames, haricots ramants, haricots grimpants ou haricots volubiles sont des plantes légumineuses au type de port grimpant ou indéterminé de 2 à 4 mètres nécessitants d'être tuteurés. Cette appellation est nécessaire à la différenciation de l'autre groupe du type au port érigé de 40 à 60 cm, nommés haricots nains ne nécessitant pas de tuteurs.

## Genre et espèces concernés
Cette appellation regroupe en général diverses variétés du genre Phaseolus. Les plus connus sont du type haricot commun phaseolus vulgaris L. var. vulgaris, haricot de Lima Phaseolus lunatus ou haricots d'Espagne (phaseolus coccineus). Les haricots doliques (Niébé) peuvent aussi être à port grimpant, rampant ou nain.
En 2023, 30 variétés de haricots à rames du type haricot commun et 2 de type haricots d'Espagne sont inscrites au catalogue officiel français,.

## Usages au comportement

### Dans l'espace
Historiquement, les haricots grimpants sont en général utilisés à des fins comestibles, pour la consommation humaine et animale des feuilles, des jeunes gousses et des grains demis-secs ou secs. Malgré tout, certaines variétés sont aussi utilisées comme plante ornementale ou comme protection d'autres plantes, tel le haricot Stiense (Phaseolus coccineus 'Stiense Boon') d'origine des Indes orientales, utilisé aux Pays-Bas depuis 1610 pour protéger du vent les champs de tabacs cultivés dans les polders.

### Dans le temps

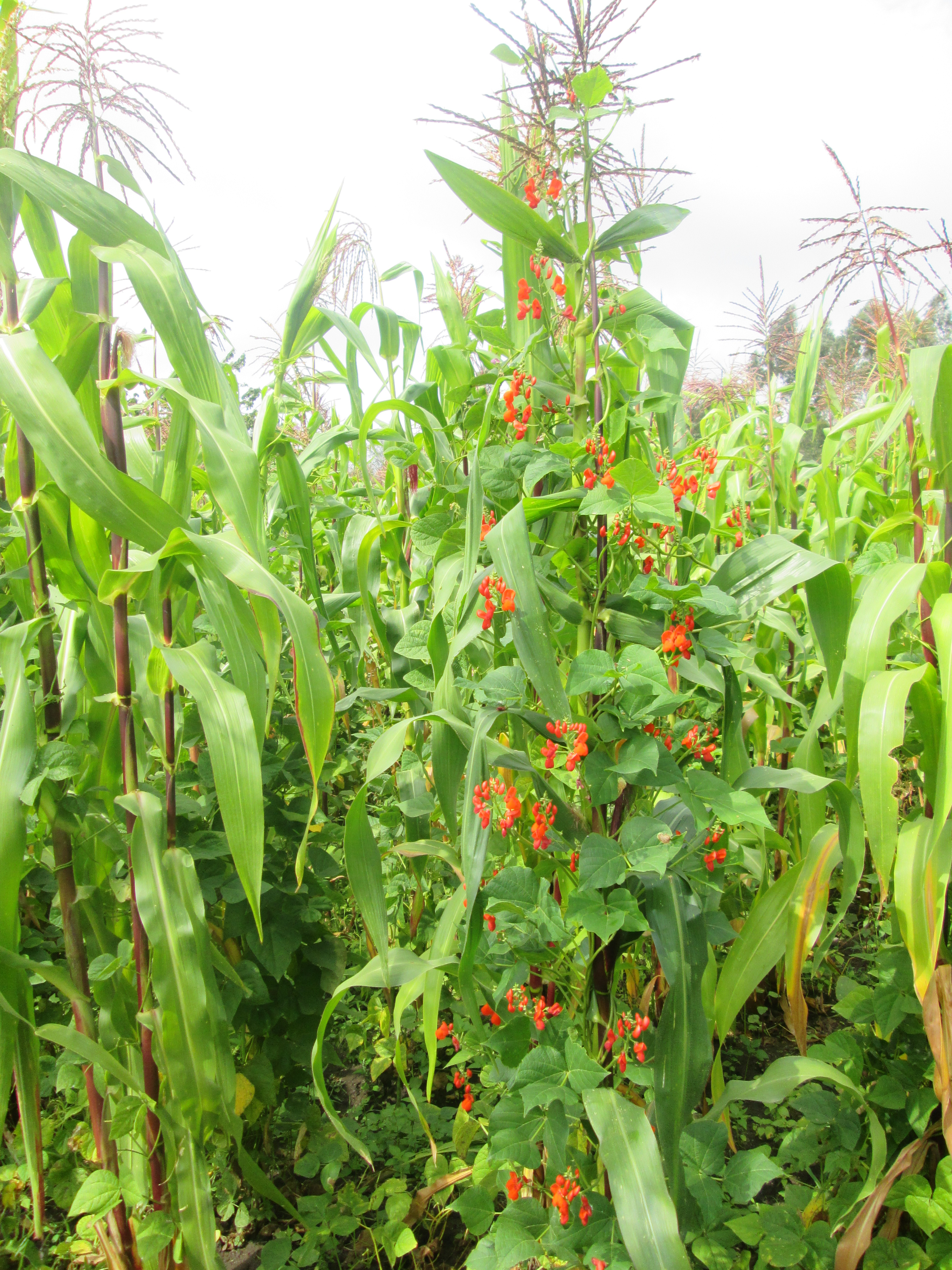
Principe de culture associée de haricot grimpant sur une culture de maïs en Équateur

Le comportement volubile de la plante est utilisé une seule fois si la variété du haricot est annuelle. De la graine naît une plante qui donne ses fleurs, fruits et graines dans la saison et meurt. Il est alors nécessaire de ressemer le haricot récolté l'année suivante. Certaines variétés de haricots sont vivaces grâce à leurs racines tubérisées, comme le haricot commun 'L'orteil du prêcheur', le haricot de Lima 'Sept-ans' (Phaseolus lunatus)  et le haricot d'Espagne (Phaseolus coccineus) vivace qui nécessite, comme le tubercule du Dahlia, d'être mis à l'abri lors d'hiver rigoureux puis d'être replanté au printemps  .

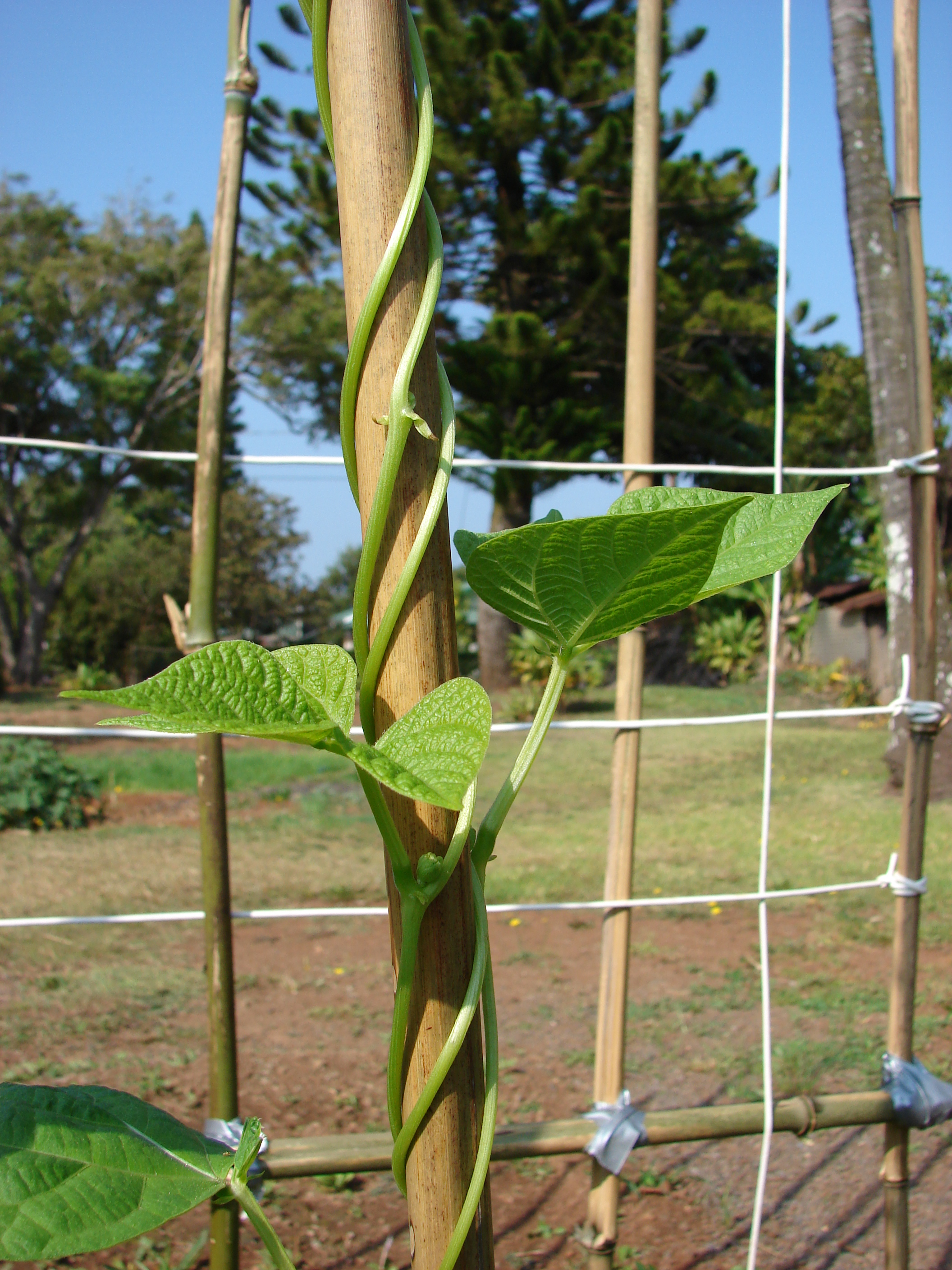
Tuteurs type filet-bambou à Hawaï

## Technique de tuteurage

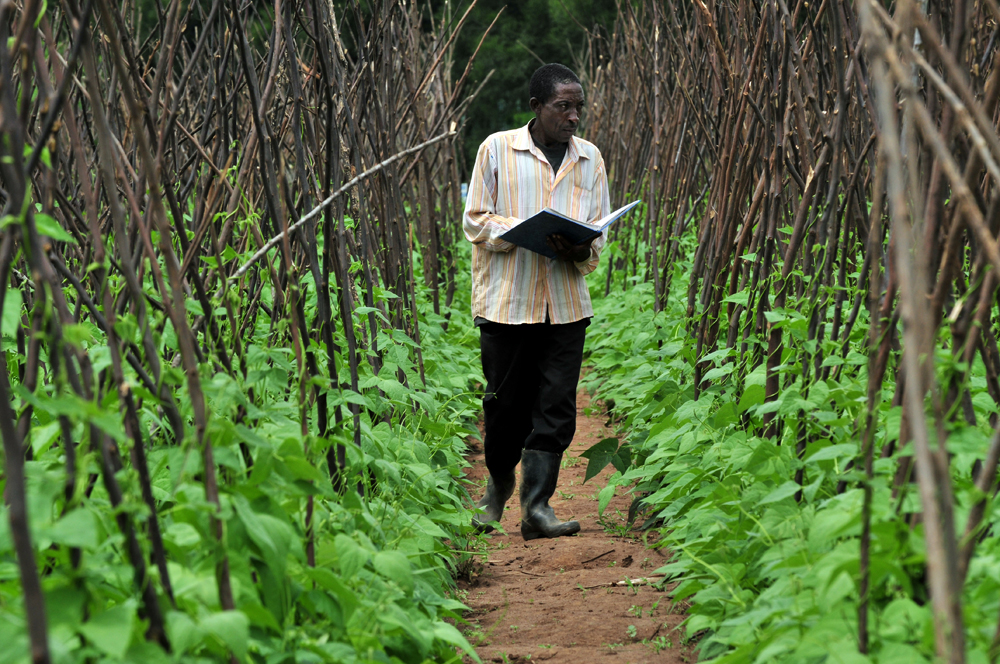
Tuteurs type rames de bois au Rwanda

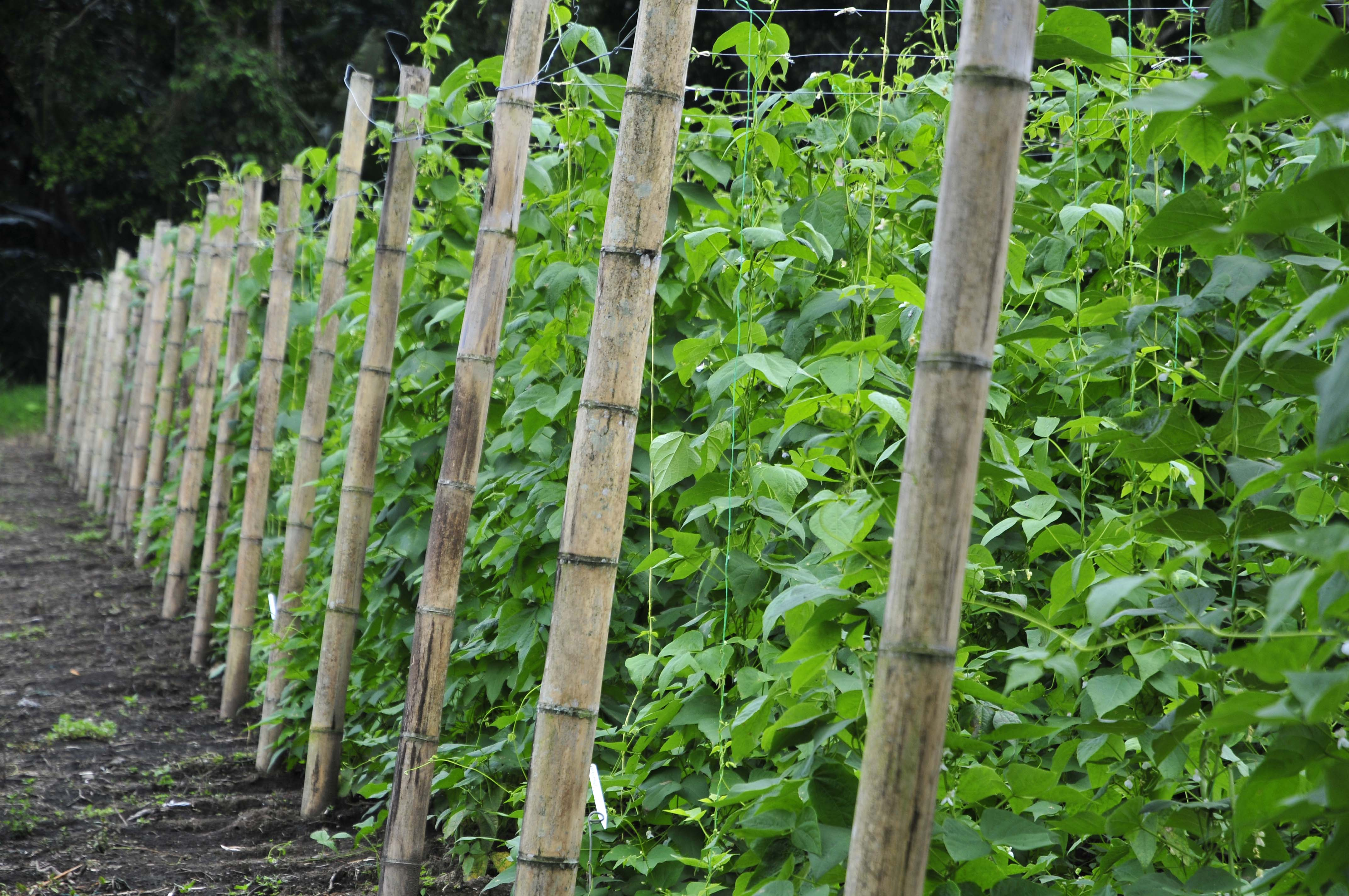
Tuteurs type ficelles tendues au Panama

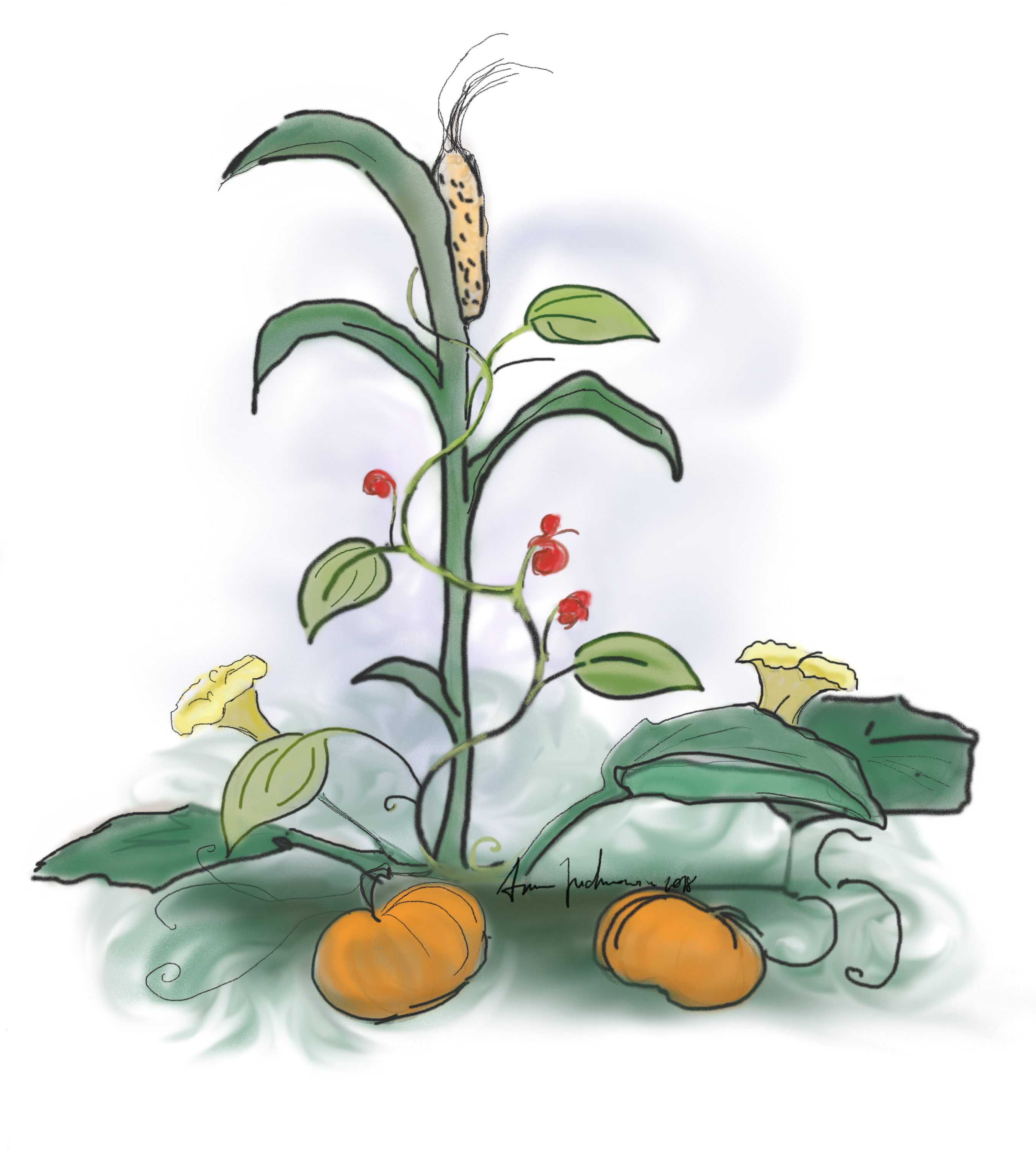
Principe de culture associée dite des trois sœurs : courge, maïs et haricot grimpant

Leur aptitude volubile leur permettent de grimper en s'enroulant sur des tuteurs naturels ou artificiels, des rames, rigides ou souples, en corde, en bois, en grillage métallique ou sur filet souple. 

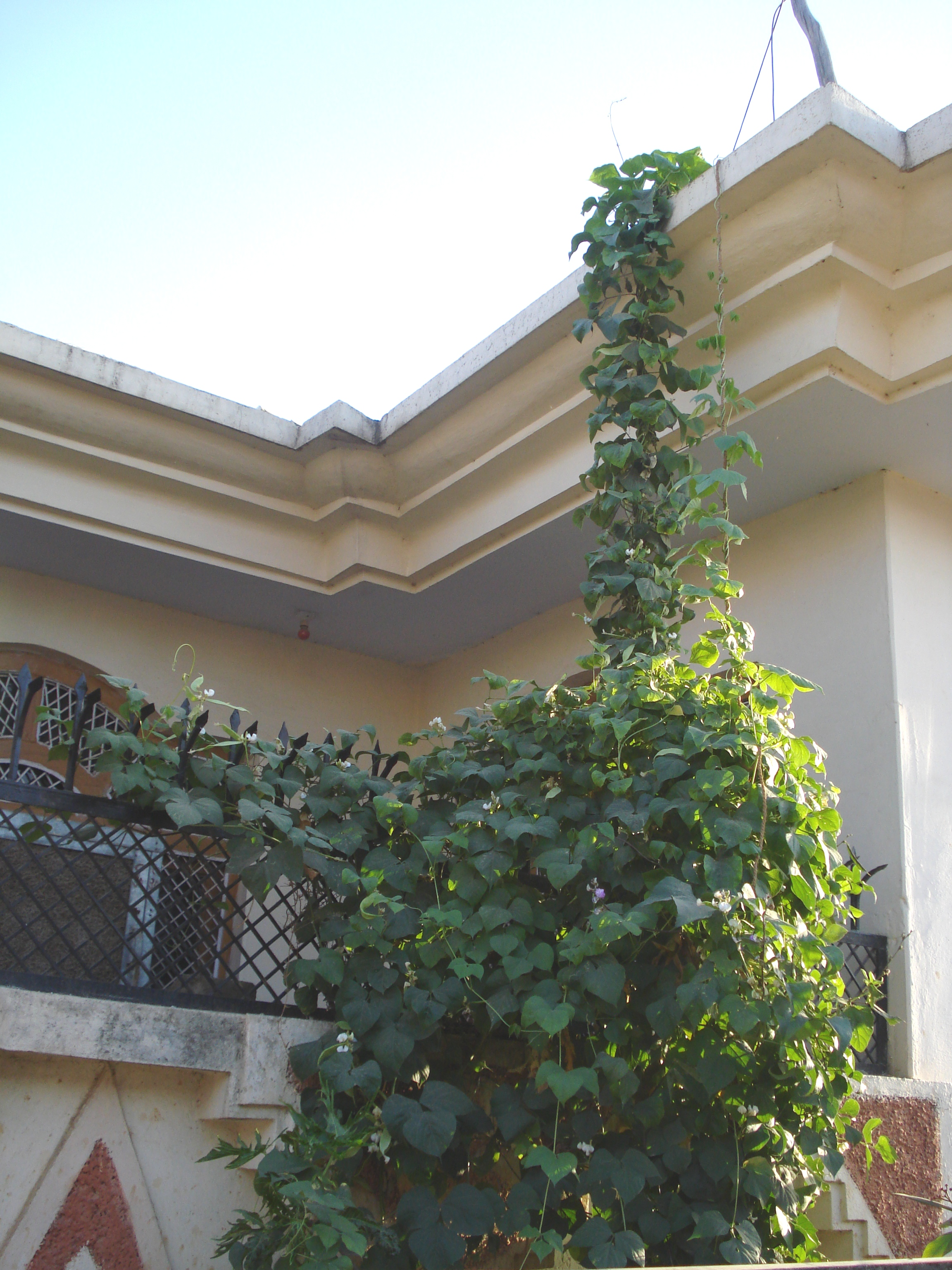
Tuteurage sur un balcon

À l'origine, ce tuteurage se fait naturellement en culture associée à une plante compagne comme le maïs. Cette association est pratiquée historiquement en France avec le haricot maïs du Béarn, et son cousin proche, le haricot tarbais de Bigorre. Les graines de maïs et de haricot sont semées en même temps en alternance dans le même sillon. Pour le tournesol, un autre tuteur naturel possible, il est préférable de le semer avant le haricot qui est semé lorsque le tournesol dépasse 30 cm . L'association peut-être plus étendu en culture dite des trois sœurs associé en plus aux cucurbitacées.
Plus récemment, le tuteurage s'effectue sans association en plein champ sur de gros rameaux (rames) de bois ou plus particulièrement sous serre, sur des treillis de fils souples ou des filets à ramer. Il reste possible de tuteurer sur un poteau voire sur un balcon ou une pergolas.

## Qualités de culture
Plus sensible au froid que les haricots nains, les haricots grimpants sont plus exigeant. Ils préfèrent alors un lieu de production plus ensoleillé et mieux protégé du vent. Leur production est moins précoce que les variétés naines mais plus longue et abondante.
Particulièrement en raison de leur emprise moins grande au sol, un atout particulier pour les petits jardins ou balcons, la récolte est grandement facilitée ainsi que le séchage sur pied des grains, avec moindre risque pour les gousses d'être abîmées, offrant alors un accès plus difficile aux rongeurs.
Malgré tout, certaines productions maraîchères utilisent ces qualités de culture pour de grosses productions en plein champ, qui habituellement utilise les haricots nains, plus pratiques et moins exigeants techniquement. Le caractère pédologique favorable à la production importante sur rames du haricot de Soissons permet de produire un haricot de très grande qualité.

## Caractéristiques du port grimpant
En règle générale, le port de la plante grimpante ou naine dépend du génome. Pour la variété au port grimpant, sa taille mature varie de 2 à 4 m. En plein champ, les variétés naines sont naines et les variétés à rames sont volubiles. Certaines formes intermédiaires existent entre le port érigé et le port volubile et le nombre de tours de tuteur est plus ou moins élevé.
La température idéale de culture du haricot Phaseolus vulgaris est de 25 °C. Généralement, à une température très fraîche et constante de 12 °C minimum, les conditions sont propices au port érigé. À l'inverse, à une température chaude et constante de 27 °C, les conditions sont alors propice au port volubile.

### Grimpant à géométrie variable
En serre pour les mêmes variétés, un port peut être différent selon certaines conditions. Une variété à rames est toujours volubile mais selon la date du semis dépendent des caractères de type nombre de tours, hauteur enroulée, pas de l'hélice, hauteur de la plante variables. Aussi, selon les conditions d'éclairement et de températures en particulier, chaque variété de haricot nain est susceptible d'être plus ou moins volubile, et se comporter comme un haricot grimpant.